# District de Lesneven
Le district de Lesneven est une ancienne division territoriale française du département du Finistère de 1790 à 1795.
Il était composé des cantons de Lesneven, Cleder, Goulven, Kernilis, Ploudaniel, Plouguerneau, Plounéventer, Plounevez et Plouzevedé.
« Il existe dans le ci-devant district de Lesneven 70 prêtres réfractaires dont 6 à Plouzévédé, autant à Cléder, Plounévez-Lochrist et Plouguerneau » écrit le 20 décembre 1797 le commandant de la colonne mobile de Lesneven.